# Bad Wörishofen
Bad Wörishofen – miasto uzdrowiskowe w Niemczech, w kraju związkowym Bawaria, w rejencji Szwabia, w regionie Donau-Iller, w powiecie Unterallgäu. Leży w Allgäu, około 10 km na południowy wschód od Mindelheim. Od 1989 przez dziewięć lat w mieście organizowano dla młodych muzyków Międzynarodowy Festiwal Muzyczny Ivo Pogorelića.

## Polityka
Burmistrzem miasta jest Klaus Holetschek z CSU, rada miasta składa się z 24 osób.
|      | CSU | SPD | FWV | Zieloni | FDP | Razem |
| 2008 | 15  | 4   | 4   | 1       | –   | 24    |
| 2002 | 14  | 3   | 4   | 2       | 1   | 24    |

## Osoby

### urodzone w Bad Wörishofen
- Rainer Werner Fassbinder, reżyser

### związane z miastem
- Sebastian Kneipp, ksiądz
- Marek Walicki, polski dziennikarz emigracyjny, żołnierz Polskich Kompanii Wartowniczych w Bad Wörishofen w 1950[6]

## Galeria

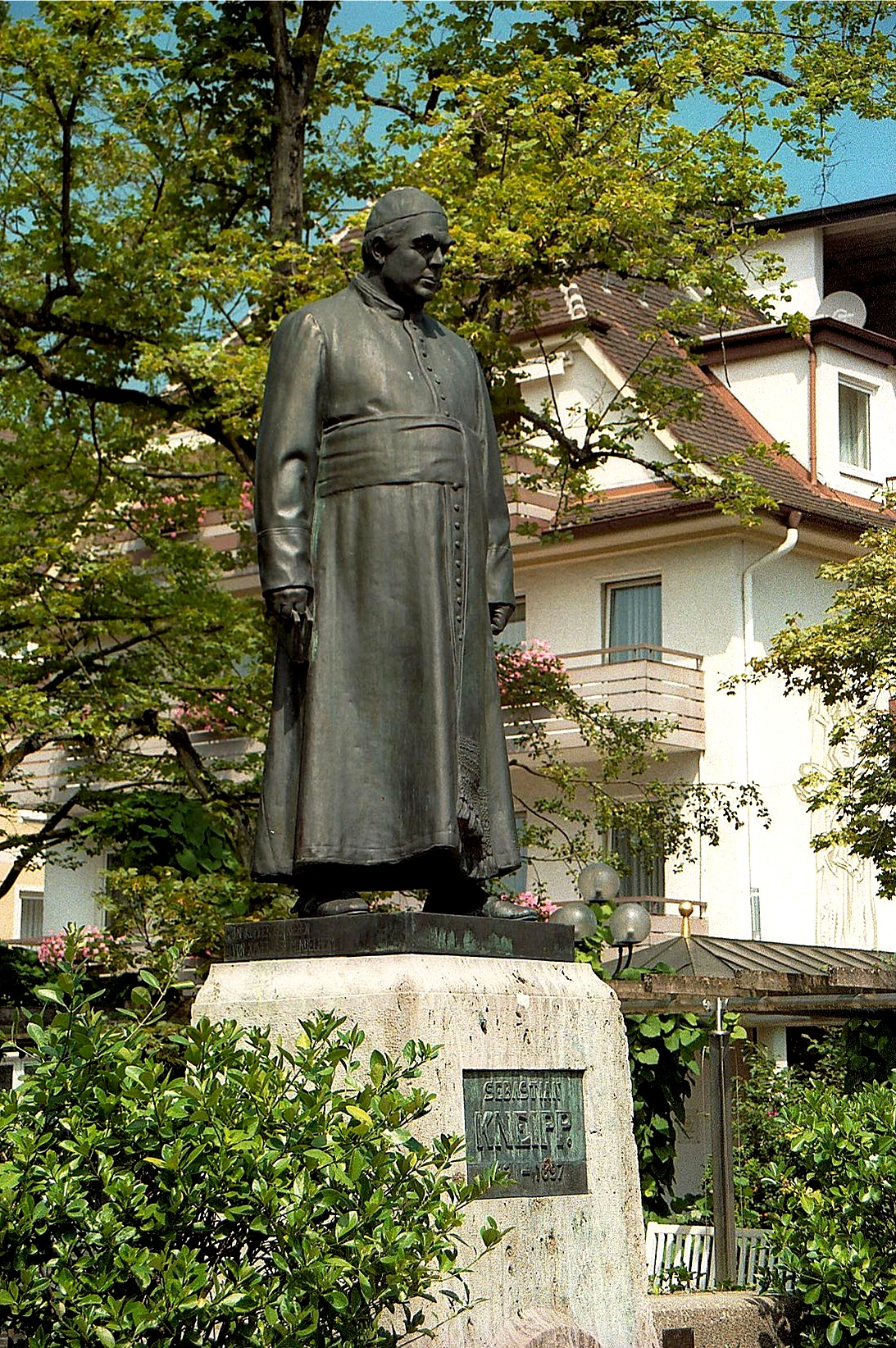
Pomnik Sebastiana Kneippa
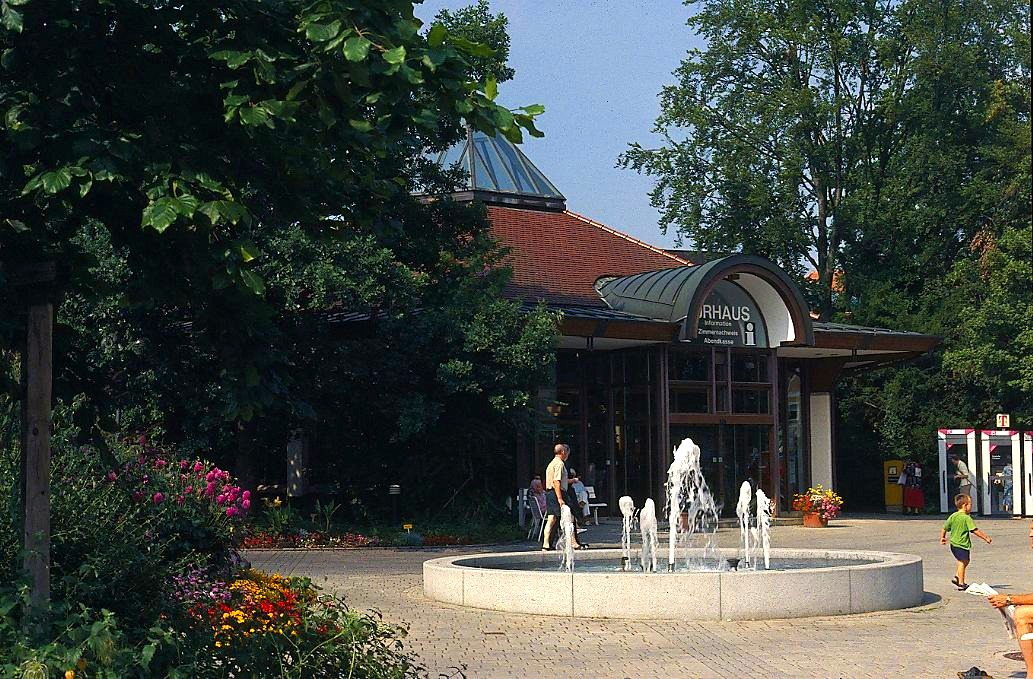
Dom zdrojowy
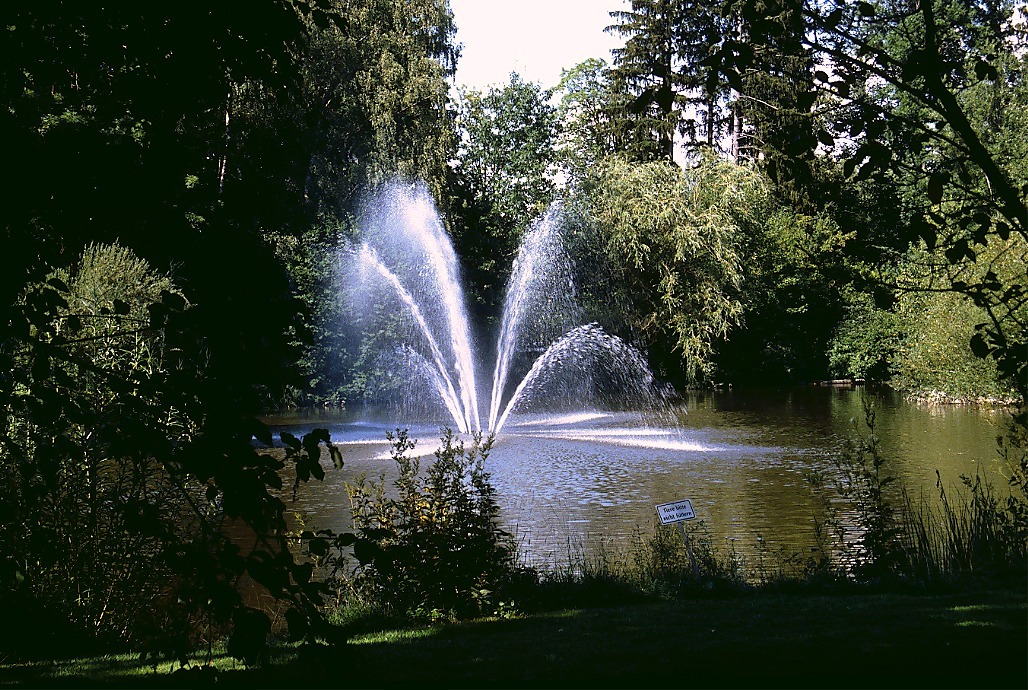
Park kuracyjny
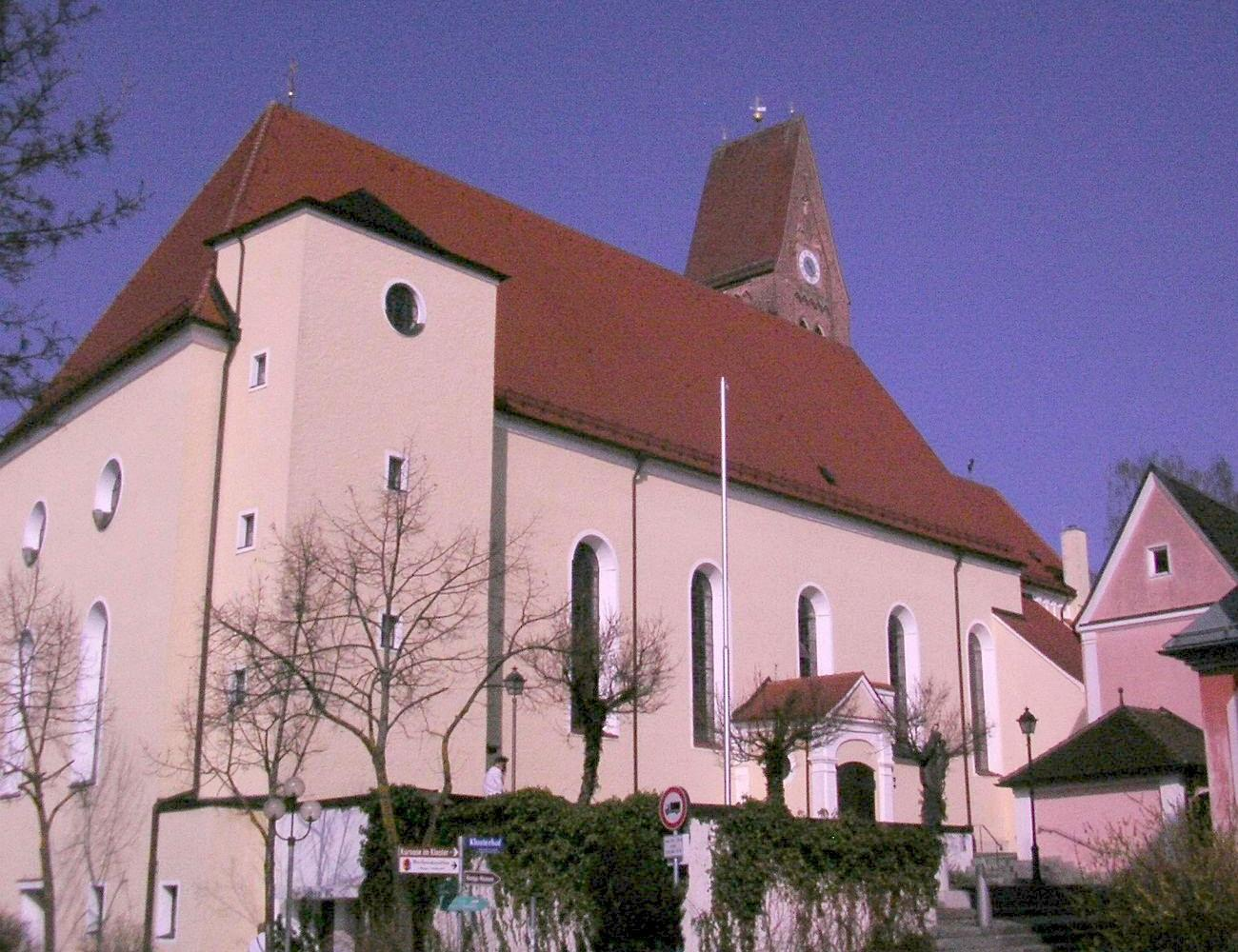
Kościół pw. św. Justyny (St. Justina)